# Saraswati (protista)
Saraswati es un género de foraminífero bentónico de la subfamilia Almaeninae, de la familia Almaenidae, de la superfamilia Nonionoidea, del suborden Rotaliina y del orden Rotaliida. Su especie tipo es Saraswati noetlingi. Su rango cronoestratigráfico abarca el Luteciense (Eoceno medio).

## Clasificación
Saraswati incluye a las siguientes especies:
- Saraswati kapilai †
- Saraswati noetlingi †